# Anacroneuria biloba
Anacroneuria biloba är en bäcksländeart som beskrevs av František Klapálek 1922. Anacroneuria biloba ingår i släktet Anacroneuria och familjen jättebäcksländor. Inga underarter finns listade i Catalogue of Life.